# 呈贡区
呈贡区是中华人民共和国云南省昆明市下属的一个市辖区，为昆明市政府驻地。位于滇池东岸，全区面积510平方千米，2020年总人口64.95万人，区人民政府驻龙城街道。昆明市级行政中心逐步迁往呈贡新区。呈贡是中国著名的花卉和蔬菜生产基地。
原为呈贡县，2011年11月撤县设区，同时昆明市政府由盘龙区东风东路迁移至本区锦绣大街。“呈贡”为彝语，意为“盛产稻谷的海湾坝子”。另一说，因呈贡特产“宝珠梨”曾作为贡品供奉朝廷，元代时皇帝就下旨将种植宝珠梨的地方命名为“呈贡”。

## 历史沿革
呈贡历史悠久，春秋战国时期，呈贡属于滇国的中心区。西汉元封二年（公元前109年）设置益州郡，呈贡属于益州郡谷昌县，历经汉晋南北朝而未改。隋唐时期属昆州益宁县管辖。南诏大理国时期，呈贡属于三十七部强宗部。元灭大理后，先于宪宗六年（1256年）立呈贡千户，隶属善阐万户。至元十二年（1275年）首置呈贡县，属中庆路晋宁州。不久又改为晟贡县。明洪武十六年（1383年）复为呈贡县。中华民国时期呈贡县直隶云南省。1950年1月12日成立呈贡县人民政府，隶属云南省玉溪专区。1958年全县建为乐园、幸福2个人民公社，同年12月10日，呈贡县建制撤销并入晋宁县为呈贡人民公社。1961年4月从晋宁县划出龙街、吴家营、大渔、洛羊、马金铺5个人民公社成立呈贡区，隶属昆明市。1965年9月1日恢复呈贡县建制，仍隶属昆明市。2003年5月，根据云南省委、省政府提出的“一湖四环”、“一湖四片”的现代新昆明的战略构想，呈贡县的龙城镇、洛羊镇、斗南镇、吴家营乡、大渔乡的160平方千米区域被确定为现代新昆明的东城区，后又称为呈贡新城，2006年9月后改称为呈贡新区。2011年5月20日，经国务院批准，撤销呈贡县，设立昆明市呈贡区；2011年11月1日正式撤县设区。

## 行政区划
呈贡区下辖10个街道：
龙城街道、洛龙街道、斗南街道、乌龙街道、吴家营街道、雨花街道、七甸街道、洛羊街道、大渔街道和马金铺街道。
其中洛羊、大渔、马金铺、七甸4个街道分别委托昆明经济技术开发区管委会（2008年）、昆明滇池国家旅游度假区管委会（2008年）、昆明高新技术产业开发区管委会（2008年）、昆明阳宗海风景名胜区管委会（2010年）管理，实际管辖的6个街道面积共160平方千米。

## 经济
2022年，呈贡区生产总值达591.05亿元，按可比价格计算，比上年增长5.9%。其中第一产业增加值6.76亿元，增长2.3%；第二产业增加值242.30亿元，增长6.7%；第三产业增加值341.99亿元，增长5.5%。三次产业结构为1.1∶41∶57.9。人均生产总值86,926元。城乡常住居民人均可支配收入分别为54,435元、27,048元。职工年平均工资128,414元。地方一般公共预算收入20.47亿元，人均3,010元。地方一般公共预算支出36.00亿元，人均5,295元。

## 人口
2020年第七次人口普查结果，呈贡区总人口（常住人口）共有649,501人，城镇人口581,700人（占89.56%），乡村人口67,801人（占10.44%）。共有男性331,025人、女性318,476人，性别比为103.94。0—14岁人口共87,873人（占13.53%），15—59岁人口共507,885人（占78.20%），60岁及以上人口共53,743人（占8.27%），其中65岁及以上人口共37,624人（占5.79%）。大学专科学历及以上人口有232,608人，15岁以上的文盲有11,440人，占15岁以上人口的2.04%。

## 交通

### 公路
- 杭瑞高速、 汕昆高速、 银昆高速、 昆磨高速、 213国道、 245国道、 324国道过境。

### 鐵路
- 昆明南站：沪昆高铁、南昆客运专线、昆玉河铁路
- 王家营西站、广南卫站：南昆铁路

### 地鐵
- █ 1号线的车站有昆明南火车站、白龙潭站、宜和路站、市级行政中心·清风站、春融街站、斗南站、驼峰街站、联大街站、谊康南路站、大学城站、大学城南站。
- █ 4号线的车站有昆明南火车站、吴家营站、联大街站、牛头山站、祥丰街站、可乐村站、古城站、梅子村站、金桂街站、斗南站。

## 风景名胜
- 梁王山
- 滇池